# Szalokominiarka

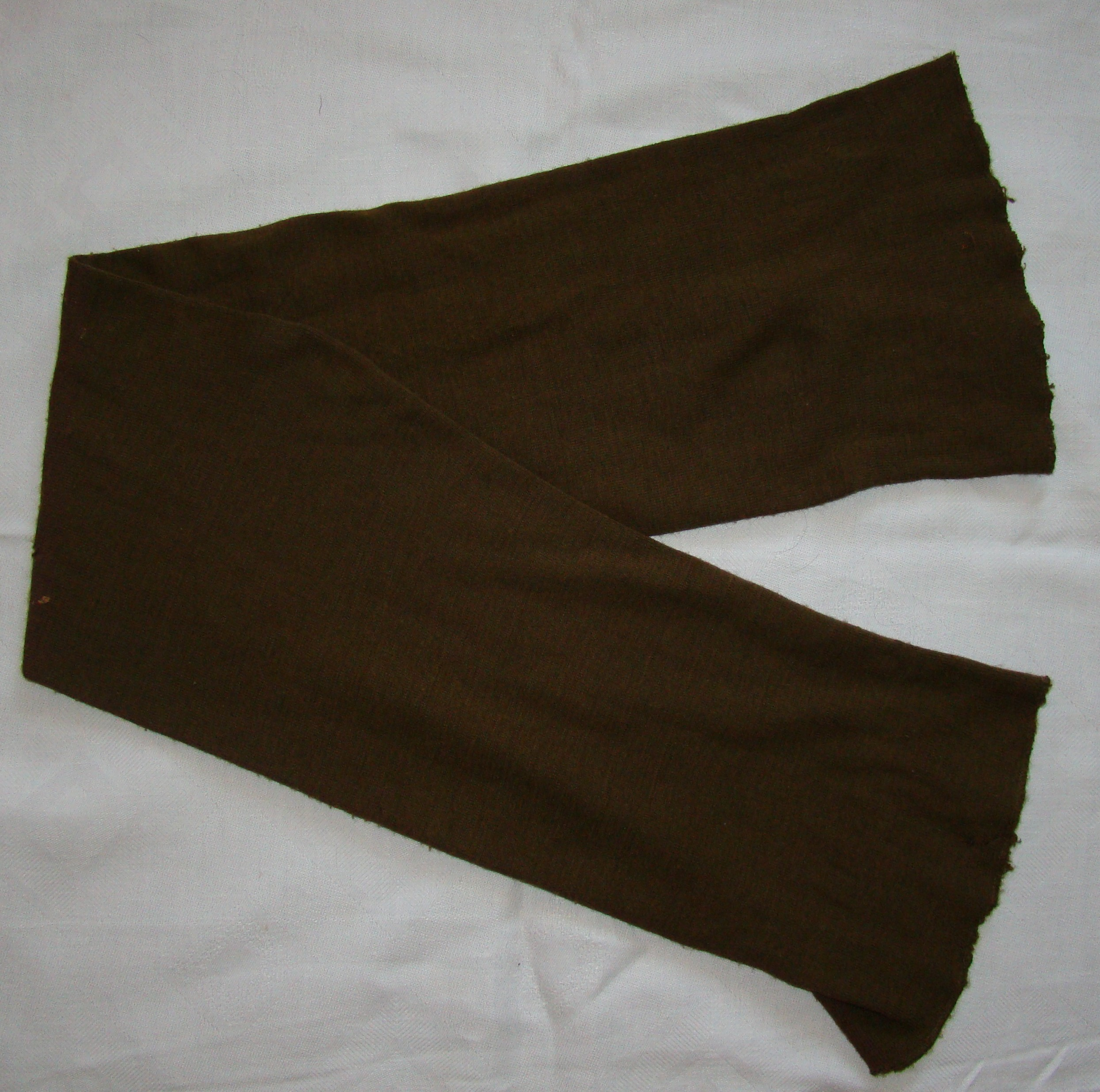
Szalokominiarka koloru khaki używana w Wojsku Polskim

Szalokominiarka – forma szalika/kominiarki noszona do munduru polowego w okresie jesienno-zimowym. Jej specyficzna konstrukcja (zszycie tworzące komin) pozwala nosić ją nie tylko jako szalik, ale także w formie kominiarki, golfu, czapki zimowej lub podhełmówki.
W czasie II wojny światowej szalokominiarki pod nazwą Commando Cap Comforter były szyte specjalnie dla jednostek Commando oraz Sił Specjalnych. Charakterystyczne Commando Cap Comforter na głowach mają także komandosi z pomnika Commando Memorial (Szkocja).
Obecnie w brytyjskich siłach zbrojnych szalokominiarki jako Commando Hat są używane przez rekrutów Royal Marines Commando oraz żołnierzy w czasie kursu Commando.
Szalokominiarka ('Schlauchschal') była też elementem umundurowania żołnierzy Wehrmachtu.
Szalokominiarki noszone przez żołnierzy LWP i WP wykonane są z tkaniny wełnianej. Dawniej występowały w trzech kolorach: zielonym (wojska lądowe), stalowym (lotnictwo) i czarnym (marynarka). Obecnie zarówno Siły Powietrzne i Marynarka Wojenna korzystają z czarnych szalokominiarek, Wojska Lądowe zaś z zielonych. Złożona ma wymiary: długość ok. 1 m i szerokość ok. 25 cm.